# Tändstickan, Västervik
Tändstickan är ett nyare namn på det område i Västervik, mellan  Kulbacken och Notholmen, där Västerviks tändsticksfabrik tidigare låg. Det har byggts[när?] sjönära bostäder på platsen, och det finns även en småbåtshamn med marina.